# Omar Imeri
Omar Imeri (in macedone Омар Имери?; Skopje, 13 dicembre 1999) è un calciatore macedone naturalizzato albanese, centrocampista o attaccante del Batman Petrolspor in prestito dal Bodrum.

## Caratteristiche tecniche
È un esterno destro.

## Carriera

### Club
Ha iniziato a giocare nello Shkupi, con il quale ha esordito in Prva makedonska fudbalska liga, la massima divisione del campionato macedone, il 1º ottobre 2017, nella sconfitta in trasferta per 1-0 contro il Vardar. Al termine della stagione, dopo aver collezionato 24 presenze e 3 reti in campionato, viene ceduto allo Škendija.
. Debutta con la sua nuova squadra il 27 agosto 2018, nella vittoria in casa per 4-1 contro il Belasica. Il 9 luglio 2019, invece, esordisce nelle competizioni europee, giocando l'incontro vinto in trasferta per 0-1 contro gli estoni del Kalju Nõmme, nei turni preliminari di Champions League.
Dopo tre stagioni complessive con lo Škendija, nell'estate del 2020 viene acquistato dai turchi dell'Antalyaspor e il 24 ottobre successivo ha esordito in campionato nella sconfitta in trasferta per 5-1 contro l'İstanbul Başakşehir. Al termine della stagione racimola 16 presenze in campionato (alle quali vanno aggiunte due presenze in coppa). In seguito viene ceduto al Bodrumspor, club della terza divisione turca.

### Nazionale
In possesso del doppio passaporto macedone ed albanese, nel 2018 aveva giocato un incontro con la nazionale macedone Under-21, nelle qualificazioni agli europei di categoria. L'anno successivo ha giocato quattro partite con la nazionale albanese Under-21, realizzandovi anche una rete, sempre nelle qualificazioni agli europei.

## Statistiche

### Presenze e reti nei club
Statistiche aggiornate al 12 agosto 2023.
| Stagione        | Squadra         | Campionato      | Campionato | Campionato | Coppe nazionali | Coppe nazionali | Coppe nazionali | Coppe continentali | Coppe continentali | Coppe continentali | Altre coppe | Altre coppe | Altre coppe | Totale | Totale |
| Stagione        | Squadra         | Comp            | Pres       | Reti       | Comp            | Pres            | Reti            | Comp               | Pres               | Reti               | Comp        | Pres        | Reti        | Pres   | Reti   |
| --------------- | --------------- | --------------- | ---------- | ---------- | --------------- | --------------- | --------------- | ------------------ | ------------------ | ------------------ | ----------- | ----------- | ----------- | ------ | ------ |
| 2017-2018       | Shkupi          | PL              | 24         | 3          | CM              | 0               | 0               | -                  | -                  | -                  | -           | -           | -           | 24     | 3      |
| 2018-2019       | Škendija        | PL              | 25         | 8          | CM              | 2               | 0               | UCL+UEL            | 0                  | 0                  | -           | -           | -           | 27     | 8      |
| 2019-2020       | Škendija        | PL              | 20         | 5          | CM              | 1               | 0               | UCL+UEL            | 1+2                | 0                  | -           | -           | -           | 24     | 5      |
| ago.-set. 2020  | Škendija        | PL              | 3          | 0          | CM              | 0               | 0               | UEL                | 1                  | 0                  | -           | -           | -           | 4      | 0      |
| Totale Škendija | Totale Škendija | Totale Škendija | 48         | 13         |                 | 3               | 0               |                    | 4                  | 0                  |             | -           | -           | 55     | 13     |
| set. 2020-2021  | Antalyaspor     | SL              | 16         | 0          | CT              | 2               | 0               | -                  | -                  | -                  | -           | -           | -           | 18     | 0      |
| 2021-gen. 2022  | Bodrumspor      | 2L              | 9          | 0          | CT              | 3               | 0               | -                  | -                  | -                  | -           | -           | -           | 12     | 0      |
| gen.-giu. 2022  | Shkupi          | PL              | 14         | 2          | CM              | 0               | 0               | -                  | -                  | -                  | -           | -           | -           | 14     | 2      |
| Totale Shkupi   | Totale Shkupi   | Totale Shkupi   | 38         | 5          |                 | 0               | 0               |                    | -                  | -                  |             | -           | -           | 38     | 5      |
| 2022-2023       | Bodrum          | 1L              | 22+2       | 1+0        | CT              | 2               | 0               | -                  | -                  | -                  | -           | -           | -           | 26     | 1      |
| 2023-2024       | Bodrum          | 1L              | 1          | 0          | CT              | 0               | 0               | -                  | -                  | -                  | -           | -           | -           | 1      | 0      |
| Totale Bodrum   | Totale Bodrum   | Totale Bodrum   | 32+2       | 1+0        |                 | 5               | 0               |                    | -                  | -                  |             | -           | -           | 39     | 1      |
| Totale carriera | Totale carriera | Totale carriera | 134+2      | 19+0       |                 | 10              | 0               |                    | 4                  | 0                  |             | -           | -           | 150    | 19     |

### Cronologia presenze e reti in nazionale
| Cronologia completa delle presenze e delle reti in nazionale ― Albania under 21 | Cronologia completa delle presenze e delle reti in nazionale ― Albania under 21 | Cronologia completa delle presenze e delle reti in nazionale ― Albania under 21 | Cronologia completa delle presenze e delle reti in nazionale ― Albania under 21 | Cronologia completa delle presenze e delle reti in nazionale ― Albania under 21 | Cronologia completa delle presenze e delle reti in nazionale ― Albania under 21 | Cronologia completa delle presenze e delle reti in nazionale ― Albania under 21 | Cronologia completa delle presenze e delle reti in nazionale ― Albania under 21 |
| Data                                                                            | Città                                                                           | In casa                                                                         | Risultato                                                                       | Ospiti                                                                          | Competizione                                                                    | Reti                                                                            | Note                                                                            |
| ------------------------------------------------------------------------------- | ------------------------------------------------------------------------------- | ------------------------------------------------------------------------------- | ------------------------------------------------------------------------------- | ------------------------------------------------------------------------------- | ------------------------------------------------------------------------------- | ------------------------------------------------------------------------------- | ------------------------------------------------------------------------------- |
| 16-11-2018                                                                      | Elbasan                                                                         | Albania under 21                                                                | 2 – 0                                                                           | Malta under 21                                                                  | Amichevole                                                                      | 1                                                                               |                                                                                 |
| 19-11-2018                                                                      | Tirana                                                                          | Albania under 21                                                                | 3 – 2                                                                           | Malta under 21                                                                  | Amichevole                                                                      | -                                                                               |                                                                                 |
| 23-3-2019                                                                       | Elbasan                                                                         | Albania under 21                                                                | 1 – 2                                                                           | Turchia under 21                                                                | Qual. Europeo Under-21 2021                                                     | -                                                                               | 76’                                                                             |
| 26-3-2019                                                                       | Andorra la Vella                                                                | Andorra under 21                                                                | 2 – 2                                                                           | Albania under 21                                                                | Qual. Europeo Under-21 2021                                                     | 1                                                                               | 46’                                                                             |
| 7-6-2019                                                                        | Istanbul                                                                        | Turchia under 21                                                                | 2 – 2                                                                           | Albania under 21                                                                | Qual. Europeo Under-21 2021                                                     | -                                                                               |                                                                                 |
| 5-9-2019                                                                        | Amiens                                                                          | Francia under 21                                                                | 4 – 0                                                                           | Albania under 21                                                                | Amichevole                                                                      | -                                                                               | 64’                                                                             |
| 15-11-2019                                                                      | Scutari                                                                         | Albania under 21                                                                | 0 – 3                                                                           | Inghilterra under 21                                                            | Qual. Europeo Under-21 2021                                                     | -                                                                               | 85’                                                                             |
| Totale                                                                          |                                                                                 | Presenze                                                                        | 7                                                                               |                                                                                 | Reti                                                                            | 2                                                                               |                                                                                 |

| Cronologia completa delle presenze e delle reti in nazionale ― Macedonia under 21 | Cronologia completa delle presenze e delle reti in nazionale ― Macedonia under 21 | Cronologia completa delle presenze e delle reti in nazionale ― Macedonia under 21 | Cronologia completa delle presenze e delle reti in nazionale ― Macedonia under 21 | Cronologia completa delle presenze e delle reti in nazionale ― Macedonia under 21 | Cronologia completa delle presenze e delle reti in nazionale ― Macedonia under 21 | Cronologia completa delle presenze e delle reti in nazionale ― Macedonia under 21 | Cronologia completa delle presenze e delle reti in nazionale ― Macedonia under 21 |
| Data                                                                              | Città                                                                             | In casa                                                                           | Risultato                                                                         | Ospiti                                                                            | Competizione                                                                      | Reti                                                                              | Note                                                                              |
| --------------------------------------------------------------------------------- | --------------------------------------------------------------------------------- | --------------------------------------------------------------------------------- | --------------------------------------------------------------------------------- | --------------------------------------------------------------------------------- | --------------------------------------------------------------------------------- | --------------------------------------------------------------------------------- | --------------------------------------------------------------------------------- |
| 27-3-2018                                                                         | Maria Enzersdorf                                                                  | Austria under 21                                                                  | 2 – 0                                                                             | Macedonia under 21                                                                | Qual. Europeo Under-21 2019                                                       | -                                                                                 | 67’                                                                               |
| Totale                                                                            |                                                                                   | Presenze                                                                          | 1                                                                                 |                                                                                   | Reti                                                                              | 0                                                                                 |                                                                                   |

## Palmarès

### Club

#### Competizioni nazionali
- Campionato macedone: 1

Škendija: 2018-2019